# Гороховское муниципальное образование
Гороховское сельское поселение — сельское поселение в составе
Иркутского района Иркутской области.
Административный центр — село Горохово.

## Границы
Согласно закону «О статусе и границах муниципальных образований Иркутского района Иркутской области»

«…За начальную точку границы муниципального образования принята точка в 0,6 км северо-западнее д. Зорино-Быково по смежеству с Боханским районом. Западные и северные границы муниципального образования проходят по смежеству с Боханским районом, далее восточная граница муниципального образования проходит по смежеству с Эхирит-Булагатским районом. Суммарная смежная граница с Усть-Ордынским Бурятским автономным округом составляет 132 км; далее граница проходит в юго-восточном направлении, включая восточные границы кварталов 42, 56 на расстоянии 4,5 км, далее граница, следуя в юго-восточном направлении, проходит по ломаной линии границ земель Иркутской областной психиатрической больницы № 3 на расстоянии 10,2 км до южной границы квартала 73; далее граница проходит по ломаной линии южных границ кварталов 73, 72, 65, 64, 63, 62, 61, 60, 59, 58, 57 Иркутского лесхоза Оекского лесничества; далее граница проходит преимущественно в западном направлении по ломаной линии контура южных границ кварталов 151, 150, 154, 153, 146, 152 на расстоянии 16,5 км; идет в юго-западном направлении по северо-западным границам квартала 156 на расстоянии 1,5 км до ЛЭП; далее граница проходит в северозападном направлении по ЛЭП до дороги „Зорино-Быково — Горохово“ на расстоянии 1,3 км. Затем граница идет в юго-западном направлении на расстоянии 6 км, по дороге из с. Горохово на Александровский тракт, пересекает его и приходит в начальную точку границы муниципального образования по смежеству с Боханским районом.».

## Населенные пункты
В состав муниципального образования входят населенные пункты:
- деревня Баруй
- деревня Верхний Кет
- деревня Сайгуты
- деревня Степановка
- посёлок Бухун
- село Горохово